# Shoreline Park
Shoreline Park és una concentració de població designada pel cens dels Estats Units a l'estat de Mississipi. Segons el cens del 2000 tenia 4.058 habitants.

## Demografia
Segons el cens del 2000, Shoreline Park tenia 4.058 habitants, 1.649 habitatges, i 1.119 famílies. La densitat de població era de 199,8 habitants per km².
Dels 1.649 habitatges en un 28,1% hi vivien nens de menys de 18 anys, en un 51,4% hi vivien parelles casades, en un 10,1% dones solteres, i en un 32,1% no eren unitats familiars. En el 25,2% dels habitatges hi vivien persones soles el 6,7% de les quals corresponia a persones de 65 anys o més que vivien soles. El nombre mitjà de persones vivint en cada habitatge era de 2,46 i el nombre mitjà de persones que vivien en cada família era de 2,9.
Per edats la població es repartia de la següent manera: un 22,9% tenia menys de 18 anys, un 7,5% entre 18 i 24, un 28,7% entre 25 i 44, un 30,7% de 45 a 60 i un 10,2% 65 anys o més.
L'edat mediana era de 40 anys. Per cada 100 dones de 18 o més anys hi havia 109,5 homes.
La renda mediana per habitatge era de 28.258 $ i la renda mediana per família de 29.680 $. Els homes tenien una renda mediana de 27.234 $ mentre que les dones 21.516 $. La renda per capita de la població era de 13.984 $. Entorn del 12,4% de les famílies i el 17,6% de la població estaven per davall del llindar de pobresa.

## Poblacions més properes
El següent diagrama mostra les poblacions més properes.